# Aphytis transversus
Aphytis transversus är en stekelart som beskrevs av Huang 1994. Aphytis transversus ingår i släktet Aphytis och familjen växtlussteklar. Inga underarter finns listade i Catalogue of Life.